# John Larroquette

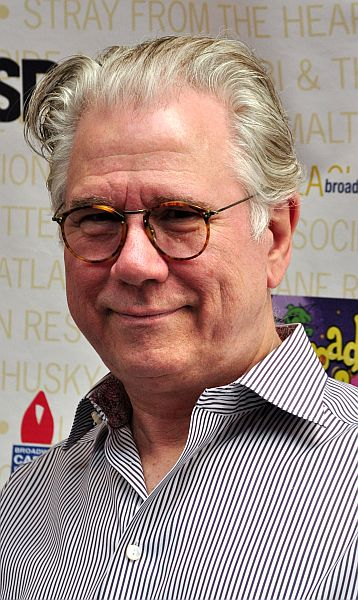
John Larroquette (2011)

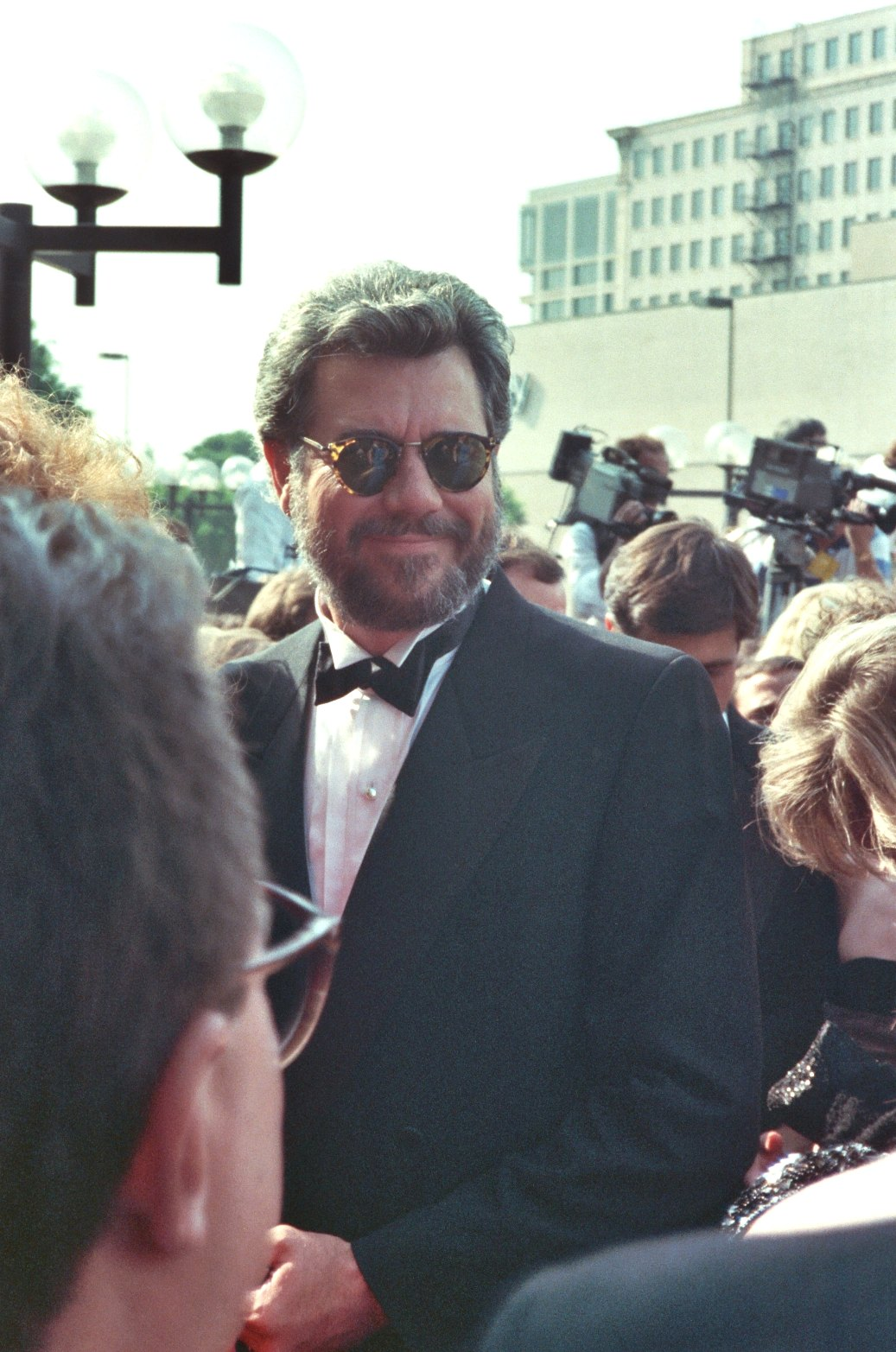
John Larroquette bei den Emmy Awards 1988

John Bernard Larroquette (* 25. November 1947 in New Orleans, Louisiana) ist ein US-amerikanischer Schauspieler.

## Leben
Bekannt wurde John Larroquette durch seine Rolle als sexbesessener Bezirksstaatsanwalt Dan Fielding in der Sitcom Harrys wundersames Strafgericht, für die er von 1985 bis 1988 jeweils einen Emmy gewann. Später spielte er die Titelrolle in der Serie Nachtschicht mit John und den Vater im Fünfteiler Das zehnte Königreich.
In der Justizserie Boston Legal war er 2007 und 2008 als Carl Sack neben William Shatner, Candice Bergen und James Spader als Hauptdarsteller zu sehen. 2010 spielte er in drei Folgen der Serie CSI: NY Chief Ted Carver. Für seine Darstellung in dem Musical How to Succeed in Business Without Really Trying am Broadway wurde er 2011 mit dem Tony Award als Bester Nebendarsteller in einem Musical ausgezeichnet. 2023 kehrte er, als einziger der Originaldarsteller, zurück an das Gericht von Manhattan und übernahm in der Neuauflage von Night Court wieder seine Paraderolle des Dan Fielding, nun aber statt als stellvertretender Staatsanwalt als Pflichtverteidiger.
John Larroquette ist verheiratet und hat drei Kinder.

## Filmografie (Auswahl)

### Filme
- 1974: Blutgericht in Texas (The Texas Chain Saw Massacre) (als Stimme des Radiosprechers)
- 1980: Der Höllentrip (Altered States)
- 1981: Ich glaub’, mich knutscht ein Elch! (Stripes)
- 1982: Katzenmenschen (Cat people)
- 1983: Ein Sprung in der Schüssel (Hysterical)
- 1984: Star Trek III: Auf der Suche nach Mr. Spock (Star Trek III: The Search for Spock)
- 1985: Ein total verrückter Sommer (Summer Rental)
- 1987: Blind Date – Verabredung mit einer Unbekannten (Blind Date)
- 1990: Madhouse
- 1990: Julia und ihre Liebhaber (Tune in Tomorrow …)
- 1991: JFK – Tatort Dallas (JFK)
- 1994: Richie Rich
- 1997: Defenders – Die Vergeltung (The Defenders: Payback, Fernsehfilm)
- 2000: Das zehnte Königreich (The 10th Kingdom, Filmreihe)
- 2001: Walter and Henry (Fernsehfilm)
- 2003: Beethoven auf Schatzsuche (Beethoven’s 5th)
- 2004: Wedding Daze (Fernsehfilm)
- 2006: Southland Tales
- 2006: Texas Chainsaw Massacre: The Beginning (Nicht im Abspann)
- 2010: Sudden Death!
- 2017: Camera Store

### Fernsehserien
- 1975: Kojak – Einsatz in Manhattan (Kojak, Folge 3x14)
- 1976–1978: Pazifikgeschwader 214 (Baa Baa Black Sheep, 29 Folgen)
- 1979: Herzbube mit zwei Damen (Three’s Company, Folge 3x21)
- 1981: Mork vom Ork (Mork & Mindy, Folge 4x09)
- 1982: Dallas (2 Folgen)
- 1984–1992: Harrys wundersames Strafgericht (Night Court, 193 Folgen)
- 1984: Remington Steele (Folge 3x10)
- 1993–1996: Nachtschicht mit John (The John Larroquette Show, 84 Folgen)
- 1997–2002: Practice – Die Anwälte (The Practice, 26 Folgen)
- 1999: Payne (9 Folgen)
- 2000: Das zehnte Königreich (The 10th Kingdom, 10 Folgen)
- 2000: The West Wing – Im Zentrum der Macht (The West Wing, Folge 2x05)
- 2003–2004: Happy Family (22 Folgen)
- 2005: Joey (2 Folgen)
- 2005–2008: Ein Fall für McBride (McBride, Filmreihe)
- 2007: Dr. House (House M.D., Folge 3x07)
- 2007–2008: Boston Legal (33 Folgen)
- 2009: Law & Order: Special Victims Unit (Law & Order: New York, Folge 11x10)
- 2009, 2011: Chuck (2 Folgen)
- 2010: CSI: NY (3 Folgen)
- 2010: White Collar (Folge 2x06)
- 2013: Deception (9 Folgen)
- 2014: Almost Human (Folge 1x09)
- 2014–2018: The Quest – Die Serie (The Librarians, 41 Folgen)
- 2015: The Brink – Die Welt am Abgrund (The Brink, 7 Folgen)
- 2019: Blood & Treasure – Kleopatras Fluch (Blood and Treasure, 5 Folgen)
- 2020: The Good Fight (2 Folgen)
- 2023–2025: Night Court (47 Folgen)